# Мішкокрилові
Мішкокрилові (Emballonuridae) — родина кажанів. Поширені в тропічних і субтропічних регіонах по всьому світу.

## Опис
Голова і тіло довжиною 37—157 мм, хвіст довжиною 6—36 мм, передпліччя довжиною 37—97 мм, вага 4—105 грамів. Зубна формула: (i 1-2/2-3, c 1/1, pm 2/2, m 3/3). Більшість членів родини сірі, коричневі чи чорні, але рід Diclidurus незвичний за кольором як для кажана — він білий чи білий із сірим. Обличчя та губи гладенькі. Вуха часто об'єднані по верху голови. Зубна формула: (i 1-2/2-3, c 1/1, pm 2/2, m 3/3). Більшість видів мають сумкоподібні залози в їхніх крилах, які відкриті для повітря й можуть випустити феромони для залучення партнерів. Інші види мають горлові залози, які виробляють сильно ароматичні виділення.

## Поведінка
Притулками їм служать щілини в скелях, печери, руїни, будинки, дерева, порожнисті колоди, згорнуте листя. Деякі формують великі колонії, деякі види — групи з 10—40 тварин, деякі солітарні. Комахоїдні.

## Геологічний діапазон
Геологічний діапазон: середній еоцен — ранній міоцен в Європі, ранній міоцен — сучасність в Африці, плейстоцен — сучасність в Південній Америці й сучасність в інших частинах діапазону поширення.

## Роди
- Balantiopteryx Peters, 1867
- Centronycteris Gray, 1838
- Coleura Peters, 1867
- Cormura Peters, 1867
- Cyttarops Thomas, 1913
- Diclidurus Wied-Neuwied, 1820
- Emballonura Temminck, 1838
- Mosia Gray, 1843
- Peropteryx Peters, 1867
- Rhynchonycteris Peters, 1867
- Saccolaimus Temminck, 1838
- Saccopteryx Illiger, 1811
- Taphozous E. Geoffroy, 1818